# 施瓦岑博恩
施瓦岑博恩是德国黑森州的一个市镇。总面积26.90平方公里，总人口1061人，其中男性548人，女性513人（2011年12月31日），人口密度39人/平方公里。